# Капский полуостров (винодельческий регион)
Капский полуостров (винодельческий регион) — винодельческий регион в ЮАР на Капском полуострове. Виноградники этого региона производят вино наиболее высокого качества в стране.

## Сорта
Плодородная почва и средиземноморский климат Капского полуострова способствовал появлению виноградников и превращению этой территории в центр производства вина мирового уровня. Благодаря солнечной и умеренно жаркой погоде здесь с успехом выращивают различные сорта винограда, такие как Совиньон Блан, Шардоне, Каберне Совиньон, Шираз и Пино Нуар. Виноградники расположены вдоль океанского побережья, где не так жарко.
В районе Кейптауна и соседнем регионе Боланд производят прекрасные красные вина типа Бордо, на других территориях на севере и востоке от Кейптауна делают креплёные вина и игристые вина. Технология производства игристых вин получила название «классический капский метод виноделия». Самые известные виноградники полуострова — это Штелленбош, Паарль, Франшхоек и Веллингтон. Самый старый — Groot Constantia, он был основан губернатором Саймоном ван дер Штелем в 1685 году. Расположен на южных склонах Столовой горы, известен не только своими винами, но и красивыми ландшафтами и пейзажами.